# 聖セバスティアヌス (レーニ)
『聖セバスティアヌス』（せいセバスティアヌス、西: San Sebastián、仏: Saint Sébastien、伊: San Sebastiano、英: Saint Sebastian）は、イタリア・バロック期のボローニャ派の巨匠グイド・レーニがキャンバス上に油彩で制作した絵画である。レーニは何点もの殉教者聖セバスティアヌス像を描いたが、そのうち、マドリードのプラド美術館、パリのルーヴル美術館、ロンドンのダリッジ・ピクチャー・ギャラリー、プエルトリコのポンセ美術館、ニュージーランドのオークランド美術館にある5点のヴァージョンは類似した構図となっている。プラド美術館、ルーヴル美術館、ポンセ美術館の作品は1619年ごろの制作とされるが、ダリッジ・ピクチャー・ギャラリーの作品はおそらく1630-1635年ごろに制作された。一方、オークランド美術館の作品は1625年ごろの制作とされるが、多くの特異な点があり、レーニへの帰属が複雑な問題となっている。なお、レーニは、これら5作とは異なる構図の『聖セバスティアヌス』 (パラッツォ・ロッソ、カピトリーノ美術館など) も描いている。

## 作品
聖セバスティアヌスは3世紀末にナルボンヌに生まれ、その後ミラノで徴兵された。洗礼を受けた彼は、牢獄のキリスト教徒を兵士の権限でひそかに逃す。この件が知られるところとなり、ディオクレティアヌス帝は木に縛り付けた彼を弓矢で射させたが、ローマのイレーネという未亡人の介抱により回復した。ふたたび皇帝の前で道理を説いたセバスティアヌスは最終的に棍棒で撲殺され、殉教した。
レーニの作品は、セバスティアヌスがプラエトリアニ (親衛隊) の同胞らに矢を射かけられた場面を描いている。画家は、物語的な細部はほとんど表していない。1本の矢が人物をセバスティアヌスと特定し、矢の先が場を立ち去る兵士の一団に鑑賞者の注意を引くのみである。本来、中年の兵士であるセバスティアヌスは裸体の青年として表され、腰布以外は身体を露わにし、古代彫刻のポーズをしている。彼の腰にゆるく巻かれている、捻じれた布の表現は現代的な慎みの概念とは異なっている。
レーニはカラヴァッジョの劇的な表現に感化されている。冷たい月光を浴びた聖人の身体が暗い背景からキアロスクーロで浮き彫りにされ、首から肩にかけて落ちる自らの影と、強い光で照らし出された右肩がコントラストをなしている。前面短縮法で表された右脚が前方に突き出され、膝から下は陰になっている。両腕もまた、陰の中に消えている。この劇的に胴体を切断した表現は、レーニの『聖セバスティアヌス』が制作される以前、および制作中にイタリアで再発見された古代彫刻の胴体像を直接参照したものである。
なお、プラド美術館では、プラド美術館とルーヴル美術館の『聖セバスティアヌス』は同時に制作されたと推定している。一方、ダリッジ・ピクチャー・ギャラリーでは、『聖セバスティアヌス』のオリジナルはプラド美術館の作品で、ルーヴル美術館とダリッジ・ピクチャー・ギャラリーの作品はプラド美術館の作品の複製だとみなしている。

## 来歴
以下の作品の来歴がわかっている。
プラド美術館の作品：スペイン王フェリペ5世にイタリアのパルマから嫁いだエリザベッタ・ファルネーゼの1746年のラ・グランハ宮殿のコレクションに由来する。
ルーヴル美術館の作品：1670年ごろのフランス王ルイ14世のコレクションに記載されている。
ダリッジ・ピクチャー・ギャラリーの作品：1811年にブアジュワー (Bourgeois) 氏から寄贈された。
オークランド美術館の作品：1882年にジェームズ・タノック・マッケルヴィー (James Tannock Mackelvie) から寄贈された。

## レーニの同構図の『聖セバスティアヌス』

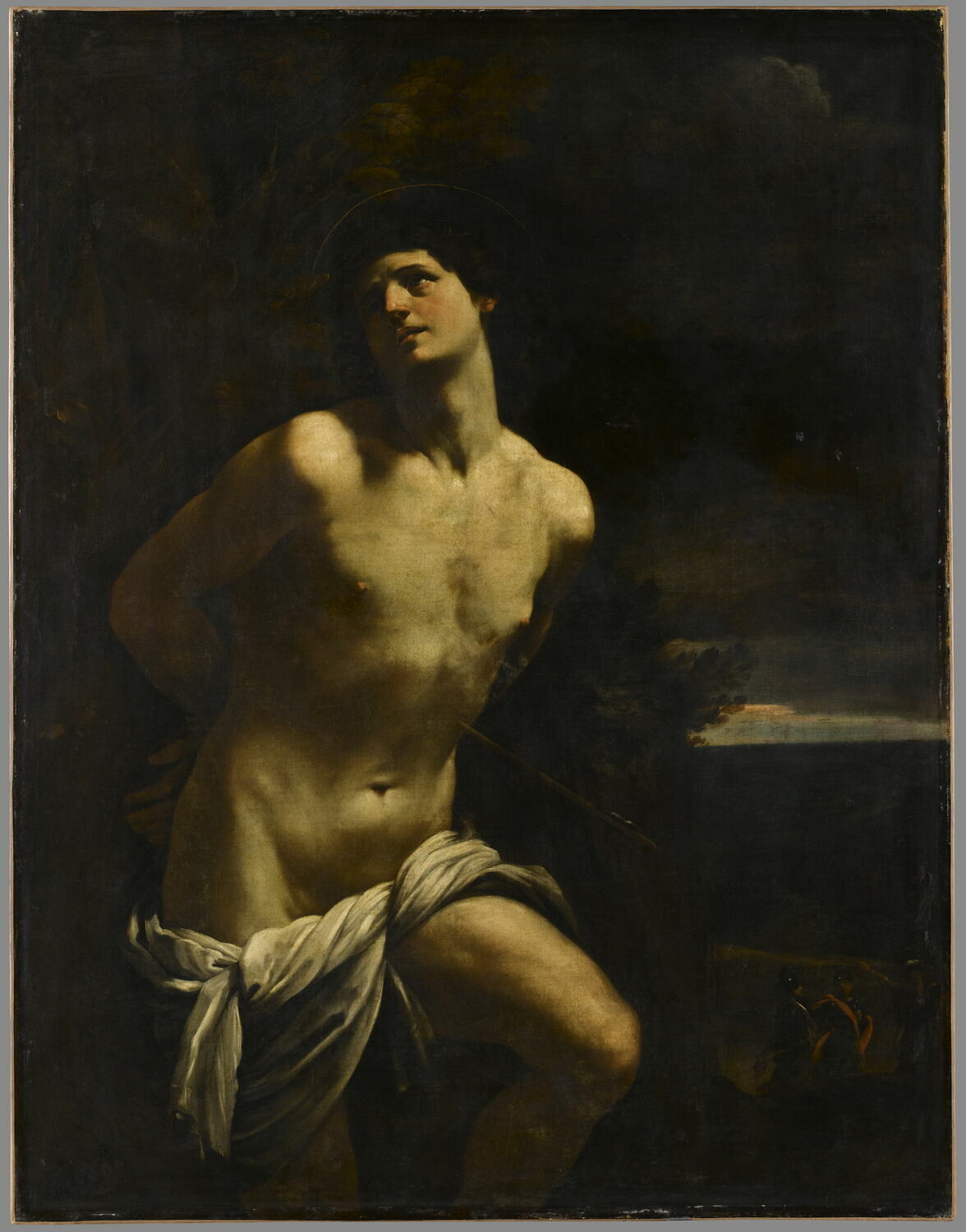
ルーヴル美術館、パリ
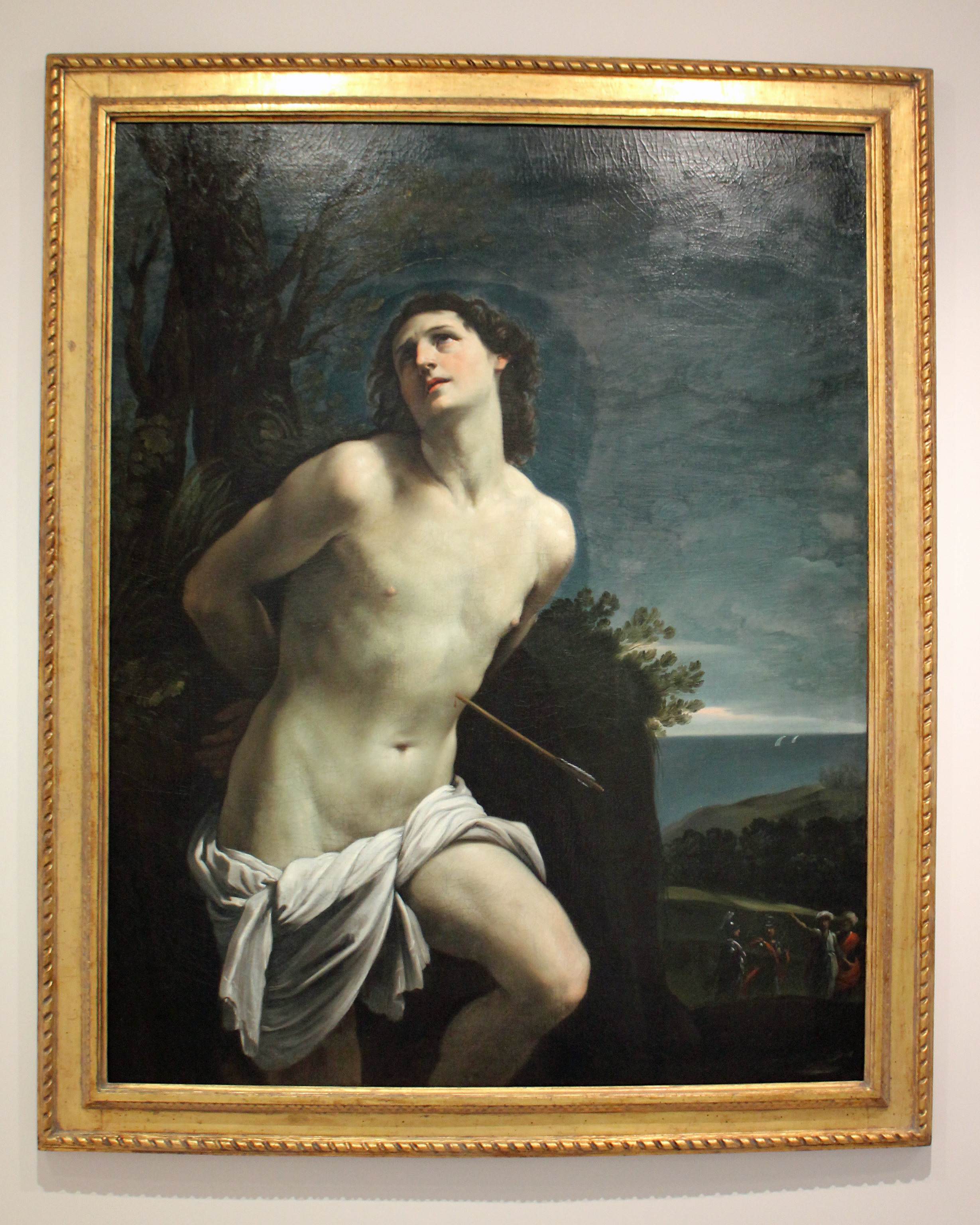
ポンセ美術館、プエルトリコ
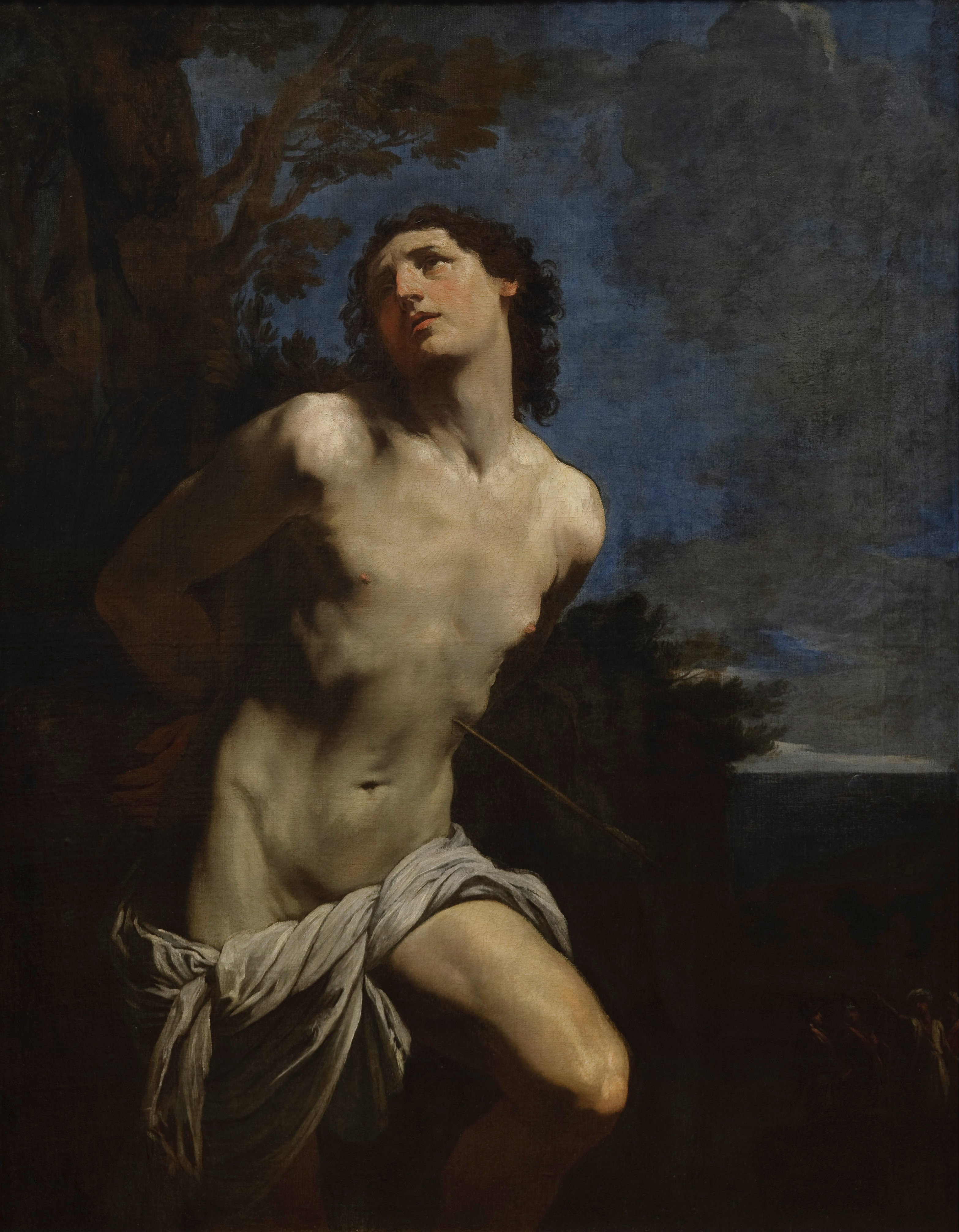
オークランド美術館、ニュージーランド